# The Orchard (Lizz Wright-album)
The Orchard från 2008 är den amerikanska jazzsångerskan Lizz Wrights tredje album.

## Låtlista
1. Coming Home (Lizz Wright/Toshi Reagon) – 4:47
2. My Heart (Lizz Wright/Toshi Reagon) – 4:00
3. I Idolize You (Ike Turner) – 4:54
4. Hey Mann (Bernice Johnson Reagon) – 5:22
5. Another Angel (John Leventhal/Lizz Wright) – 3:43
6. When I Fall (Craig Street/Toshi Reagon/Lizz Wright) – 3:55
7. Leave Me Standing Alone (Toshi Reagon/Lizz Wright) – 5:04
8. Speak Your Heart (Lizz Wright/Dave Tozer) – 3:46
9. This Is (Toshi Reagon/Lizz Wright) – 4:10
10. Song for Mia (Toshi Reagon/Lizz Wright) – 4:52
11. Thank You (Jimmy Page/Robert Plant) – 4:45
12. Strange (Fred Burch/Mel Tillis) – 5:31
13. It Makes No Difference (Robbie Robertson) – 7:33

## Medverkande
- Lizz Wright – sång
- Chris Bruce – akustisk gitarr (spår 1, 5, 7–11), elgitarr (spår 2, 6, 12), bas (spår 1–4, 7, 9–11)
- Toshi Reagon – akustisk gitarr, kör (spår 3, 4, 6, 7, 10)
- Oren Bloedow – akustisk gitarr, elgitarr (spår 1–3, 7, 9, 10), bas (spår 5)
- Glenn Patscha – keyboards (spår 1–11), kör (spår 6)
- Kenny Banks – piano (spår 1, 3)
- Patrick Warren – keyboards (spår 8–10, 12)
- Larry Campbell – steel guitar (spår 4), mandolin (spår 10)
- John Convertino – trummor (spår 1, 2, 5, 8, 9, 10, 12), slagverk (spår 9), vibrafon (spår 12)
- Ben Perowsky – trummor (spår 4)
- Larry Eagle – trummor (spår 3, 7, 9, 11), slagverk (spår 10)
- Joey Burns – akustisk gitarr (spår 2, 8, 9), cello (spår 10), bas (spår 12)
- Catherine Russell – kör (spår 2, 3, 7)
- Josette Newsam – kör (spår 4)
- Marc Anthony Thompson – kör (spår 8)
- The Southside Horns (Jacob Valenzuela & Martin Wenk) – trumpet (spår 11)

## Mottagande
Skivan fick ett gott mottagande när den kom ut med ett snitt på 3,5/5 baserat på nio recensioner.

## Listplaceringar
| Lista (2008) | Topplacering |
| ------------ | ------------ |
| Norge        | 34           |